# Esther Cremer
Esther Cremer (* 29. März 1988 in Köln) ist eine ehemalige deutsche Leichtathletin, welche sich auf den 200-Meter-Lauf und den 400-Meter-Lauf spezialisiert hatte. Sie konnte insgesamt fünf deutsche Meistertitel erlangen und war im Jahr 2010 Europameisterin mit der deutschen 4-mal-400-Meter-Staffel.

## Karriere
2009 berief sie der DLV aufgrund ihrer guten Vorleistungen ins WM-Team. Bei den Weltmeisterschaften in Berlin war die Deutsche Vizemeisterin 2009 Mitglied der deutschen 4-mal-400-Meter-Staffel, mit der sie den fünften Platz erreichte.
Bei den deutschen Meisterschaften 2010 in Braunschweig wurde sie Deutsche Meisterin über 200 Meter. Als zweite Läuferin der deutschen 4-mal-400-Meter-Staffel gewann sie bei den Europameisterschaften 2010 in Barcelona Gold zusammen mit Fabienne Kohlmann, Janin Lindenberg und Claudia Hoffmann vor der Staffel aus Großbritannien.
2011, 2012 und 2013 wurde Cremer Deutsche Meisterin über 400 Meter. In Helsinki konnte sie bei den Europameisterschaften 2012 im Einzel das Halbfinale erreichen, mit der deutschen Staffel wurde sie Fünfte.
Die Studentin der Umwelttechnik trainiert beim TV Wattenscheid 01 unter Slawomir Filipowski. Im Herbst 2016 beendete Esther Cremer ihre Karriere.

## Persönliche Bestzeiten
- 100 Meter: 11,38 s, 31. Mai 2014 in Weinheim
- 200 Meter: 23,10 s, 15. August 2010 in Regensburg
- 400 Meter: 51,62 s, 6. Juli 2013 in Ulm